# Radulinopsis derjavini
Radulinopsis derjavini és una espècie de peix marí pertanyent a la família dels còtids. Va ser descrit pels ictiòlegs russos Vladimir Konstantinovich Soldatov i Georgiĭ Ustinovich Lindberg el 1930.
Fa 7 cm de llargària màxima i té entre 31 i 33 vèrtebres.

## Hàbitat
És un peix marí, demersal i de clima temperat que viu entre 0-20 m de fondària. Es troba al Pacífic nord-occidental: Rússia i el nord del Japó.
És inofensiu per als humans.